# Friedrich Hahn von Dorsche
Friedrich August Hahn, seit 1846 Hahn von Dorsche (* 21. Januar 1815 in Marienburg; † 25. November 1885 in Gera) war ein preußischer Generalmajor und Kommandant von Graudenz.

## Leben

### Herkunft
Friedrich war ein Sohn des gleichnamigen Steuerrates und Zolleinnehmers Friedrich August Hahn († 1864) und dessen Ehefrau Wilhelmine, geborene Gottschewski († 1855). Er wurde vom Premierleutnant im 33. Infanterie-Regiment und letzter seines Stammes im Ermland Theodor von Dorsche († 1851) adoptiert und am 24. Oktober 1846, mit Diplom vom 20. November 1863, mit dem Prädikat von Dorsche preußischen Adelsstand erhoben.

### Militärkarriere
Nach dem Besuch des Thorner Gymnasiums trat Hahn am 6. Mai 1832 als Pionier in die 1. Pionier-Abteilung der Preußischen Armee und avancierte Anfang April 1833 zum Unteroffizier. Zur weiteren Ausbildung absolvierte er ab Oktober 1833 die Vereinigte Artillerie- und Ingenieurschule und wurde am 26. August 1834 in das 33. Infanterie-Regiment (1. Reserve-Regiment) versetzt. Er stieg bis Mitte Februar 1837 zum Sekondeleutnant auf und war von März bis September 1847 zum Lehr-Infanterie-Bataillon sowie von November 1847 bis Mai 1848 zur Garde-Pionier-Abteilung kommandiert. Von Dezember 1850 bis Oktober 1851 folgte eine Kommandierung als Führer der Strafabteilung in Thorn. Am 11. März 1854 wurde er zum Hauptmann befördert und vom 16. März 1854 bis zum 31. Oktober 1857 als Kompanieführer beim Landwehr-Bataillon seines Regiments nach Bartenstein kommandiert. Mitte März 1858 erfolgte seine Ernennung zum Kompaniechef. Hahn stieg Anfang Januar 1864 zum Major und erhielt am 18. April 1865 das Kommando über das III. Bataillon, dass er im Jahr darauf im Krieg gegen Österreich in den Schlachten bei Münchengrätz und Königgrätz führte.
Nach dem Krieg wurde er am 22. März 1868 zum Oberstleutnant befördert und am 12. April 1870 unter Stellung à la suite seines Regiments zum Kommandanten von Graudenz ernannt. In dieser Eigenschaft avancierte Hahn nach der Mobilmachung anlässlich des Krieges gegen Frankreich am 26. Juli 1870 zum Oberst und war ab dem 23. August 1870 für die Dauer des mobilen Verhältnisses Kommandeur des 3. Westfälischen Infanterie-Regiments Nr. 16. Er nahm an der Belagerung von Metz teil und wurde bei Bellevue im Rücken sowie am Unterarm schwer verwundet. Infolge dieser Verwundungen war er nicht mehr feldverwendungsfähig und kehrte, ausgezeichnet mit dem Eisernen Kreuz II. Klasse, am 20. März 1871 unter Stellung à la suite des Regiments auf seinen Posten nach Graudenz zurück. Nachdem er am 19. September 1874 den Charakter als Generalmajor erhalten hatte, wurde Hahn am 29. Dezember 1874 unter Verleihung des Roten Adlerordens II. Klasse mit Eichenlaub und mit Pension zur Disposition gestellt.

### Familie
Hahn heiratete am 3. Mai 1849 in Thorn Klara Gräfin von Wartensleben aus dem Hause Osnisczewo (1821–1881). Das Paar hatte mehrere Kinder:
- Editha (1851–1933) ⚭ 1870 Albert Grumme (1838–1931), Oberregierungsrat und Gymnasialdirektor in Gera a. D.[4]
- Hedwig (* 1853) ⚭ 1873 Nathanael Ziemßen, preußischer Oberst a. D.[5]
- Bernhard (1857–1927), Dr. med. und Oberstabsarzt, später in Knappschaftsheilstätte Sülzhayn, zuletzt Arzt am Invalidenhaus Berlin[6] ⚭ 1886 Virginia (* 1861)
- Klara (* 1861) ⚭ 1880 August Ludwig van der Hagen (1843–1900), schwedischer Ministerialrat[7]